# گرینوود (شهرستان ورنون، ویسکانسین)
گرینوود (به انگلیسی: Greenwood) یک منطقهٔ مسکونی در ایالات متحده آمریکا است که در شهرستان ورنن، ویسکانسین واقع شده‌است. گرینوود ۹۲٫۷ کیلومتر مربع مساحت و ۷۷۰ نفر جمعیت دارد و ۳۷۹ متر بالاتر از سطح دریا واقع شده‌است.